# Royal Fusiliers

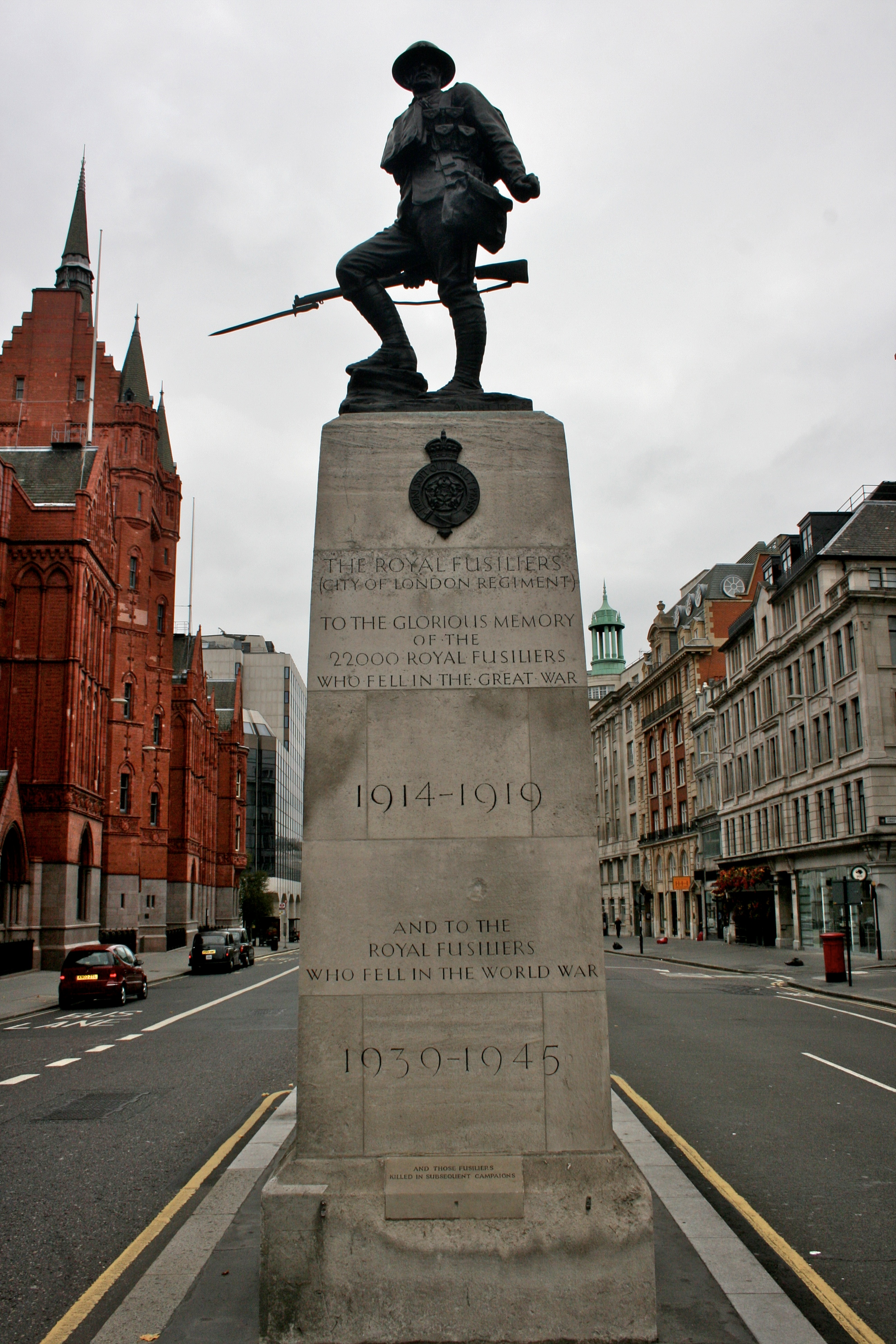
Le Royal Fusiliers War Memorial.

Les Royal Fusiliers (City of London Regiment) (« Fusiliers royaux »), 7th Regiment of Foot avant 1881, est un régiment d'infanterie de l'armée de terre britannique actif entre 1685 et 1968, date de sa fusion avec d'autres régiments pour former le Royal Regiment of Fusiliers.
Il était basé à la Tour de Londres et avait pour devise « Honi soit qui mal y pense ».
Un mémorial, le Royal Fusiliers War Memorial (en), est consacré aux Royal Fusiliers morts pendant les deux guerres mondiales et se dresse à Holborn.

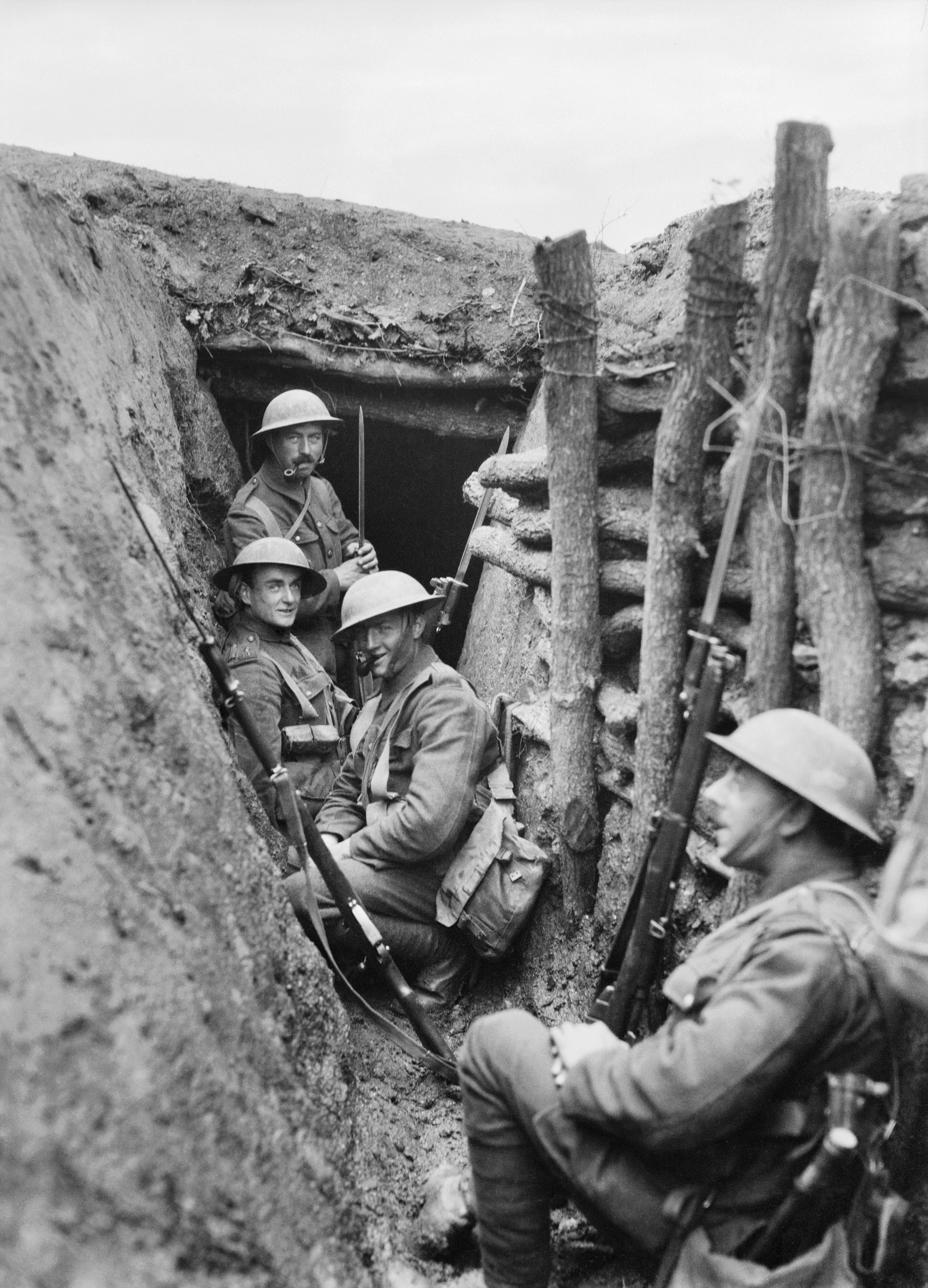
Des soldats du régiment des Royal Fusiliers dans une tranchée lors de la Première Guerre mondiale.